# Trofimo Arnulfi
Trofimo Arnulfi (né le 18 mars 1803 à L'Escarène et mort le 18 septembre 1880 à Valperga ) est un général et un homme politique italien.

## Biographie

### Carrière militaire
Il commença sa carrière militaire comme volontaire dans le corps des carabiniers Reali di Sardegna, en 1832 il devient lieutenant, en 1859, il devient colonel et en 1860, il devient général, et a été employé par le ministre Fanti dans l'objectif de créer un nouveau corps de carabiniers,. De 1861 à 1865 il est nommé inspecteur et obtient le commandement de la police dans les provinces du sud de l'Italie. Le général a participé au Risorgimento durant la deuxième guerre d'indépendance italienne,.

### Carrière politique
Il a été député du royaume d'Italie durant les VIIIe, IXe, Xe, XIe, XIIe, XIIIe et XIVe législatures. En tant que député, au parlement, il intervenait principalement lors des discussions sur des sujets militaires et sur les finances.